# Muscopedaliodes amussis
Muscopedaliodes amussis är en fjärilsart som beskrevs av Otto Thieme 1905. Muscopedaliodes amussis ingår i släktet Muscopedaliodes och familjen praktfjärilar. Inga underarter finns listade i Catalogue of Life.